# Siegbert Wortmann
Siegbert Wortmann (* 30. Oktober 1955 in Hüllhorst) ist ein deutscher Unternehmer und Mitgründer der Wortmann AG. 2007 erhielt er das Bundesverdienstkreuz.

## Unternehmer
Der gelernte Bankkaufmann Siegbert Wortmann ist Gründer und Eigentümer der Wortmann AG in Hüllhorst. 1986 gründete Siegbert Wortmann gemeinsam mit seinem Geschäftspartner Thomas Knicker die Wortmann Terra Impex Computer- und Datenverarbeitungs GmbH. Im Jahre 1998 ging die GmbH in der Wortmann AG auf. Zu Beginn des Jahres 2010 übernahm Wortmann als Mehrheitsgesellschafter die Anteile von Ulrich Upmeyer an der Westfalia-Gruppe aus Borgholzhausen. Außerdem ist er zusammen mit Martin Bertsch und Frank Scholz Geschäftsführer der roda computer GmbH in Lichtenau.
2014 eröffnete er ein Studio für Elektromyostimulation, aus dem sich die Terra-sports-Studiokette entwickelte.

## Ehrungen
Siegbert Wortmann ist im Mai 2002 zum Unternehmer des Jahres 2001 in Ostwestfalen-Lippe gewählt worden. Im Jahr 2007 erhielt er das Bundesverdienstkreuz am Bande.

## Familie
Wortmann ist verheiratet und ist Vater von drei Kindern.